# Fundación de Documentación y Archivo de la Vicaría de la Solidaridad
La Fundación de Documentación y Archivo de la Vicaría de la Solidaridad es un organismo no gubernamental que tiene como misión preservar y administrar el patrimonio documental, gráfico y audiovisual del Comité Pro Paz y el organismo que lo sucedió la Vicaría de la Solidaridad. Este patrimonio es parte de la memoria histórica de Chile y de la Iglesia de Santiago. Poniéndolo a disposición de la sociedad como instrumentos de colaboración a la reconciliación y a la construcción de una sociedad fundada en la verdad, la justicia y el respeto de los Derechos Humanos.

## Historia
En el mes de octubre de 1973, el cardenal Raúl Silva Henríquez constituyó, en colaboración con otras iglesias del país, el Comité Pro Paz, organismo que tuvo como misión prestar asistencia legal y social a las víctimas de las gravísimas violaciones a los derechos humanos que se produjeron en la dictadura militar. Al cierre del Comité se creó el 1 de enero de 1976, la Vicaría de la Solidaridad, institución que asumió la continuación de su tarea. La Vicaría de la Solidaridad funcionó durante todo la Dictadura Militar y concluyó sus actividades el 31 de diciembre de 1992. La historia de esa extensa labor de veinte años se encuentra contenida en una gran cantidad de documentación de un valor incalculable, que es parte insustituible de la memoria histórica de Chile, además constituye el mayor centro de información sobre derechos humanos existente en el país.
Al cierre de la Vicaría se crea la Fundación de Documentación y Archivo de la Vicaría de la Solidaridad, que comenzó sus funciones el 1 de enero de 1993. Creada con el objeto de ser custodia de la documentación e información del trabajo realizado por la Vicaría de la Solidaridad y el Comité pro Paz, vinculados a las violaciones de derechos humanos ocurridas durante la dictadura militar, los que contienen información referida a víctimas del período comprendido entre septiembre de 1973 y marzo de 1990. 

## Documentación y Archivo
La Fundación de Documentación y Archivo de la Vicaría de la Solidaridad tiene como uno de sus objetivos la colaboración en la reconciliación y en la construcción de una sociedad fundada en la verdad, la justicia y el respeto a las personas. Constituye un archivo nacional, que concentra el mayor porcentaje de documentación e información relativa a los hechos y acciones de defensa ocurridos y desarrollados en el período de la Dictadura Militar. Cuenta con información objetiva, que fue recopilada sistemáticamente mientras se sucedían los hechos. Esto, sumado a la legitimidad alcanzada por las instituciones que generaron este archivo en el ámbito nacional e internacional, le otorga hoy un amplio reconocimiento y prestigio en el ámbito gubernamental, judicial, parlamentario, no gubernamental, de las instituciones y organizaciones sociales y de las víctimas de violaciones a los Derechos Humanos en el país.
La documentación fue ordenada en los mismos centros o archivos que mantenía la Vicaría de la Solidaridad distribuida de acuerdo al carácter de los documentos o al tipo de registro de información:
- Información Jurídica: Contiene documentos de carácter jurídico referidos a 45 000 personas que fueron atendidas por el Comité para la Paz en Chile y la Vicaría de la Solidaridad. Consisten en copias de expedientes judiciales y otros escritos de similar carácter, tales como procesos por delitos políticos; recurso de amparo, de protección en favor de detenidos, expulsados del país, relegados, desaparecidos, etc.; procesos por torturas, muertes, secuestros, testimonios y declaraciones juradas, etc.; denuncias ante organismos internacionales; etc.[3]

- Documentación Pública: Contiene una colección bibliográfica sobre derechos humanos de 4200 títulos; 4000 documentos editados por la propia Vicaría de la Solidaridad u otros organismos chilenos y extranjeros sobre la materia; 84 títulos de publicaciones periódicas (59 nacionales y 25 extranjeros); 687 000 recortes de prensa nacional, clasificados por temas y que abarcan el período 1973 hasta la fecha. Además incluye un archivo fotográfico y una videoteca compuesta por casi dos centenares de documentales y películas de derechos humanos.[3]

## Informe Mensual
Con el objetivo de difundir y compartir la información sobre las violaciones a los derechos humanos, la Fundación de Archivos de la Vicaría de la Solidaridad recaba y compendia los datos más relevantes de cada semestre. Estos informes los pone a disposición de las personas o instituciones nacionales e internacionales vinculadas a la materia para facilitar acciones de defensa y promoción de tales derechos fundamentales.

### Publicaciones
- Informes Mensuales
- Seminario Iglesia y Derechos Humanos en Chile: Pasado - presente - futuro
- Seminario Derechos humanos y Cultura

- Datos: Q5871585